# Dicranomyia multispina
Dicranomyia multispina är en tvåvingeart som beskrevs av Alexander 1922. Dicranomyia multispina ingår i släktet Dicranomyia och familjen småharkrankar. Inga underarter finns listade i Catalogue of Life.